# Segrest i assassinat d'Hersh Goldberg-Polin
Com a part de l'atac dirigit per Hamàs contra Israel el 7 d'octubre de 2023, Hersh Goldberg-Polin (hebreu: הרש גולדברג-פולין‎), un estatunidenc-israelià de 23 anys va ser ferit i segrestat per Hamàs durant la massacre del festival de música de Re'im. Va ser pres com a ostatge durant gairebé 11 mesos, fins que el seu cos va ser recuperat d'un túnel de Rafah, a la Franja de Gaza, el 31 d'agost de 2024.
Més tard es va revelar que Goldberg-Polin i cinc ostatges més amb ell van ser executats per Hamàs. L'autòpsia va indicar que probablement va rebre un tret a «curta distància» 1 o 2 dies abans que es trobés el seu cos.

## Biografia

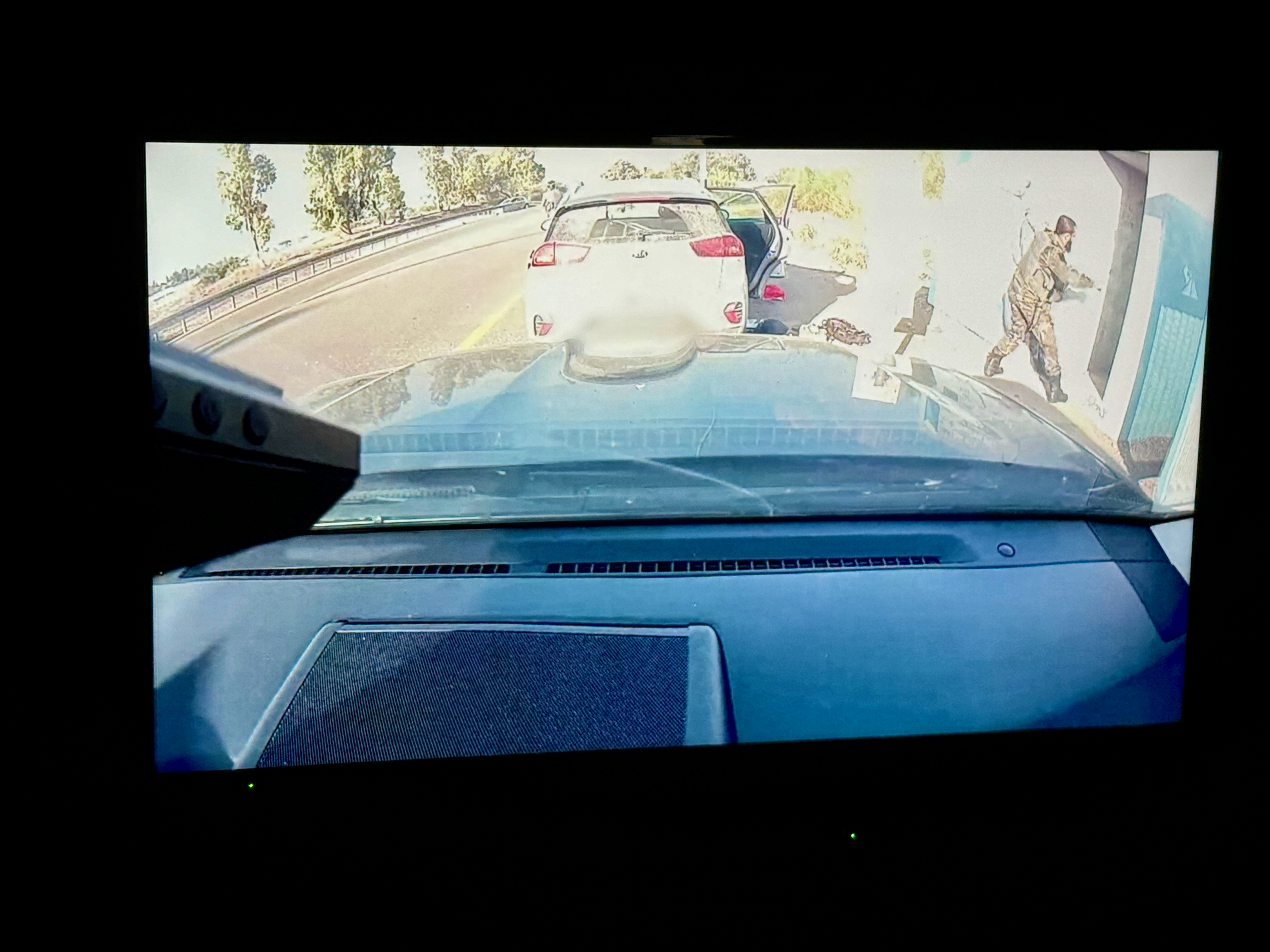
Un terrorista llança una granada al refugi d'Hersh Goldberg-Pohling

Goldberg-Polin era fill de Jon Polin i Rachel Goldberg, tots dos originaris de l'àrea de Chicago. Va néixer cap a l'any 2000 a Berkeley, Califòrnia, i després va viure a Richmond, Virgínia, abans d'emigrar a Israel amb la seva família el 2008 a l'edat de 7 anys. Goldberg-Polin té dues germanes petites.
Sembla que Goldberg-Polin treballava amb una iniciativa que utilitzava el futbol per reunir nens israelians i palestins. Segons els informes, havia planejat un viatge mundial de dos anys que hauria d'haver començat durant l'última setmana de desembre de 2023, dos mesos i mig després de ser segrestat. Goldberg-Polin va servir a les Forces de Defensa d'Israel i va completar el seu servei obligatori l'abril de 2023.

## Abducció
Goldberg-Polin era al festival de música Re'im quan Hamàs va atacar la matinada del 7 d'octubre. Al voltant de les 8:00 del matí, va enviar a la seva família un missatge de text: «T'estimo». Deu minuts més tard va afegir: «Ho sento». Durant l'atac, Goldberg-Polin, el seu millor amic Aner Shapira i altres es van refugiar en un refugi de camp. Militants de Hamàs van llançar repetidament granades al refugi.
Shapira va aconseguir llançar set de les granades de nou, abans de ser assassinat. Durant l'atac al refugi, el braç de Goldberg-Polin va ser volat des del colze cap avall. Segons els informes, va aconseguir fabricar-se un torniquet per a la seva lesió. Els testimonis supervivents del refugi van confirmar que havien vist militants segrestant els ferits Goldberg-Polin i altres en un camió. Els seus familiars denuncien haver vist un vídeo de les accions de Goldberg-Polin que van portar a la seva presa com a ostatge. Segons sembla, el vídeo acaba amb Goldberg-Polin pujant a la part posterior d'una camioneta; es veu l'amputació traumàtica del braç esquerre, amb l'os al descobert, mentre es gira per seure. El 31 d'agost de 2024, la seva família va confirmar que el seu cos va ser descobert per les FDI.

## Cobertura mediàtica i esforços per alliberar
La família i els amics de Goldberg-Polin van llançar una campanya mediàtica i diplomàtica per aconseguir el seu alliberament. A finals de desembre de 2023 es va informar que els pares de Goldberg-Polin van parlar i van demanar una gran quantitat de polítics i altres pel que fa al seu fill. Van parlar amb les Nacions Unides (ONU) a Nova York i Ginebra, el papa Francesc, Elon Musk, el president Joe Biden, el secretari nord-americà Antony Blinken, 25 senadors nord-americans, set governadors i múltiples celebritats i influencers diferents. La seva mare va començar a portar una samarreta amb un número gravat cada dia, per fer un seguiment dels dies que l'havien mantingut com a ostatge.

## Recuperació del cos
El 31 d'agost de 2024, el cos de Hersh era un dels sis cossos recuperats d'un túnel de Hamàs a Rafah, Gaza. Segons el ministeri de salut israelià, tots sis van ser executats pels seus segrestadors de Hamàs a «curta distància» 1 o 2 dies abans. Les FDI van dir que els segrestadors no estaven presents quan els seus soldats van recuperar els cossos.

## Enterrament
Goldberg-Polin va ser enterrat en un cementiri de Jerusalem el 2 de setembre de 2024. Milers de persones van assistir al funeral, inclòs el president d'Israel, Isaac Herzog. Com que Goldberg-Polin era membre del club de fans oficial del club de futbol Hapoel Jerusalem (la Brigada Malha), els jugadors de l'equip van assistir al funeral amb els seus uniformes. La mare de Goldberg-Polin el va elogiar dient que era un «honor impressionant» haver tingut Goldberg-Polin com a fill.

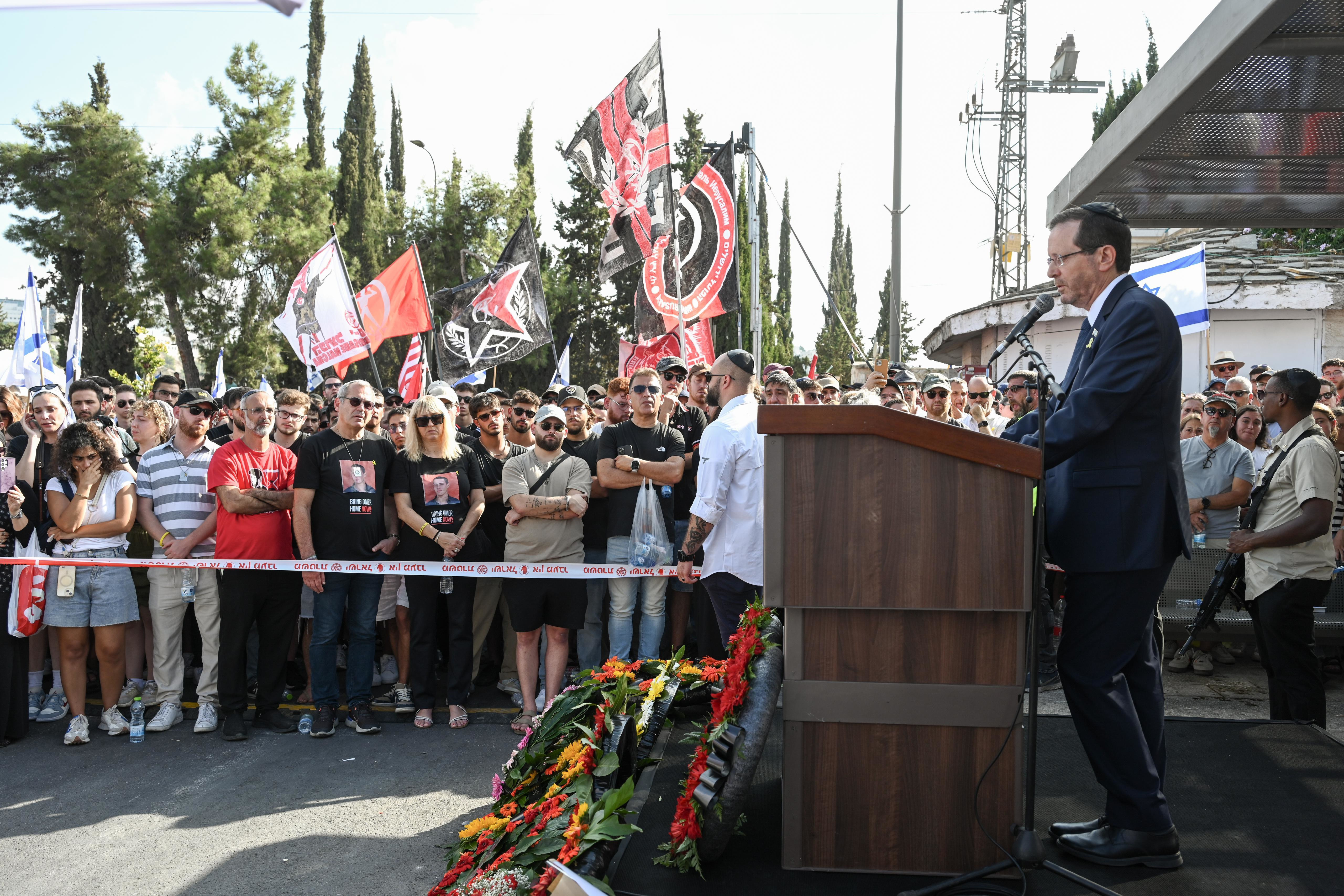
El president israelià Isaac Herzog parlant al funeral de Hersh Goldberg-Polin, 2 de setembre de 2024